# Limmattalbahn
| Tramlink 8002 auf der Depotzufahrt (Juli 2022) |                     |                                       |                                       |
| Streckenverlauf der Limmattalbahn |                     |                                       |                                       |
| Fahrplanfeld: | 70.020              |                                       |                                       |
| Streckenlänge: | 13,3 + 0,6 km       |                                       |                                       |
| Spurweite: | 1000 mm (Meterspur) |                                       |                                       |
| Stromsystem: | 600 / 1200 Volt =   |                                       |                                       |
| Maximale Neigung: | 49 ‰                |                                       |                                       |
| Minimaler Radius: | 25 m                |                                       |                                       |
| Streckengeschwindigkeit: | 60 km/h             |                                       |                                       |
| Zweigleisigkeit: | ja                  |                                       |                                       |
| |                     |                                       |                                       |
| \| \| 0,0 \| Bahnhof Altstetten \| Bahnhof Altstetten \| \| \| 0,4 \| Seidelhof \| Seidelhof \| \| \| \| Tramlinie 2 von Bahnhof Tiefenbrunnen \| \| \| \| 0,8 \| Farbhof \| Farbhof \| \| \| \| Bahnstrecke Zürich–Zug \| \| \| \| 1,2 \| Micafil \| Micafil \| \| \| 1,9 \| Mülligen \| Mülligen \| \| \| 2,4 \| Gasometerbrücke \| Gasometerbrücke \| \| \| 2,9 \| Wagonsfabrik \| Wagonsfabrik \| \| \| 3,3 \| Schlieren Zentrum/Bahnhof \| Schlieren Zentrum/Bahnhof \| \| \| 3,6 \| Geissweid (Wendeschleife Tramlinie 2) \| Geissweid (Wendeschleife Tramlinie 2) \| \| \| \| ↑ 600 V / ↓ 1200 V \| \| \| \| 4,1 \| Kesslerplatz \| Kesslerplatz \| \| \| 4,7 \| Reitmen \| Reitmen \| \| \| \| Färberhüsli-Tunnel (245 m) \| \| \| \| 5,1 \| Spital Limmattal \| Spital Limmattal \| \| \| 5,5 \| Kantiallee \| Kantiallee \| \| \| 6,0 \| Urdorf-Nord \| Urdorf-Nord \| \| \| \| Autobahn A3 \| \| \| \| 6,5 \| Birmensdorferstrasse \| Birmensdorferstrasse \| \| \| 7,2 \| Schäflibach \| Schäflibach \| \| \| 7,9 \| Bahnhof Dietikon \| Bahnhof Dietikon \| \| \| \| Bremgarten-Dietikon-Bahn \| \| \| \| 8,2 \| Zentrum \| Zentrum \| \| \| 8,8 \| Oetwilerstrasse \| Oetwilerstrasse \| \| \| 9,3 \| Maienweg \| Maienweg \| \| \| 9,8 \| Niderfeld (nicht bedient) \| Niderfeld (nicht bedient) \| \| \| 0,6 \| Depot Müsli \| Depot Müsli \| \| \| \| Kantonsgrenze Zürich / Aargau \| \| \| \| 10,50,0 \| Zufahrt zum Depot \| Zufahrt zum Depot \| \| \| 10,6 \| Kreuzäcker \| Kreuzäcker \| \| \| 11,1 \| IKEA \| IKEA \| \| \| 11,5 \| Shoppi Tivoli \| Shoppi Tivoli \| \| \| 12,0 \| Umweltarena \| Umweltarena \| \| \| 12,6 \| Spreitenbach-West \| Spreitenbach-West \| \| \| 13,3 \| Bahnhof Killwangen-Spreitenbach \| Bahnhof Killwangen-Spreitenbach \| \| \| \| angedachte Verlängerung nach Baden \| \| |                     |                                       |                                       |
| U-Bahn-Kopfbahnhof Streckenanfang | 0,0                 | Bahnhof Altstetten                    | Bahnhof Altstetten                    |
| U-Bahn-Haltepunkt / Haltestelle | 0,4                 | Seidelhof                             | Seidelhof                             |
| U-Bahn-Abzweig geradeaus und von links |                     | Tramlinie 2 von Bahnhof Tiefenbrunnen | Tramlinie 2 von Bahnhof Tiefenbrunnen |
| U-Bahn-Bahnhof | 0,8                 | Farbhof                               | Farbhof                               |
| U-Bahn-Kreuzung mit Eisenbahn geradeaus unten |                     | Bahnstrecke Zürich–Zug                | Bahnstrecke Zürich–Zug                |
| U-Bahn-Haltepunkt / Haltestelle | 1,2                 | Micafil                               | Micafil                               |
| U-Bahn-Haltepunkt / Haltestelle | 1,9                 | Mülligen                              | Mülligen                              |
| U-Bahn-Haltepunkt / Haltestelle | 2,4                 | Gasometerbrücke                       | Gasometerbrücke                       |
| U-Bahn-Haltepunkt / Haltestelle | 2,9                 | Wagonsfabrik                          | Wagonsfabrik                          |
| U-Bahn-Haltepunkt / Haltestelle | 3,3                 | Schlieren Zentrum/Bahnhof             | Schlieren Zentrum/Bahnhof             |
| U-Bahn-Bahnhof | 3,6                 | Geissweid (Wendeschleife Tramlinie 2) | Geissweid (Wendeschleife Tramlinie 2) |
| U-Bahn-Grenze |                     | ↑ 600 V / ↓ 1200 V                    | ↑ 600 V / ↓ 1200 V                    |
| U-Bahn-Haltepunkt / Haltestelle | 4,1                 | Kesslerplatz                          | Kesslerplatz                          |
| U-Bahn-Haltepunkt / Haltestelle | 4,7                 | Reitmen                               | Reitmen                               |
| U-Bahn-Tunnel |                     | Färberhüsli-Tunnel (245 m)            | Färberhüsli-Tunnel (245 m)            |
| U-Bahn-Haltepunkt / Haltestelle | 5,1                 | Spital Limmattal                      | Spital Limmattal                      |
| U-Bahn-Haltepunkt / Haltestelle | 5,5                 | Kantiallee                            | Kantiallee                            |
| U-Bahn-Haltepunkt / Haltestelle | 6,0                 | Urdorf-Nord                           | Urdorf-Nord                           |
| U-Bahn-Brücke |                     | Autobahn A3                           | Autobahn A3                           |
| U-Bahn-Haltepunkt / Haltestelle | 6,5                 | Birmensdorferstrasse                  | Birmensdorferstrasse                  |
| U-Bahn-Haltepunkt / Haltestelle | 7,2                 | Schäflibach                           | Schäflibach                           |
| U-Bahn-Bahnhof | 7,9                 | Bahnhof Dietikon                      | Bahnhof Dietikon                      |
| U-Bahn-Abzweig geradeaus und nach links |                     | Bremgarten-Dietikon-Bahn              | Bremgarten-Dietikon-Bahn              |
| U-Bahn-Haltepunkt / Haltestelle | 8,2                 | Zentrum                               | Zentrum                               |
| U-Bahn-Haltepunkt / Haltestelle | 8,8                 | Oetwilerstrasse                       | Oetwilerstrasse                       |
| U-Bahn-Haltepunkt / Haltestelle | 9,3                 | Maienweg                              | Maienweg                              |
| ehemaliger U-Bahn-Haltepunkt / Haltestelle | 9,8                 | Niderfeld (nicht bedient)             | Niderfeld (nicht bedient)             |
| U-Bahn-Betriebs-/Güterbahnhof Streckenanfang · U-Bahn-Strecke | 0,6                 | Depot Müsli                           | Depot Müsli                           |
| U-Bahn-Grenze · U-Bahn-Grenze |                     | Kantonsgrenze Zürich / Aargau         | Kantonsgrenze Zürich / Aargau         |
| U-Bahn-Strecke nach links · U-Bahn-Abzweig geradeaus, nach rechts und von rechts | 10,50,0             | Zufahrt zum Depot                     | Zufahrt zum Depot                     |
| U-Bahn-Haltepunkt / Haltestelle | 10,6                | Kreuzäcker                            | Kreuzäcker                            |
| U-Bahn-Haltepunkt / Haltestelle | 11,1                | IKEA                                  | IKEA                                  |
| U-Bahn-Haltepunkt / Haltestelle Streckenanfang und Streckenende (im Tunnel) | 11,5                | Shoppi Tivoli                         | Shoppi Tivoli                         |
| U-Bahn-Haltepunkt / Haltestelle | 12,0                | Umweltarena                           | Umweltarena                           |
| U-Bahn-Haltepunkt / Haltestelle | 12,6                | Spreitenbach-West                     | Spreitenbach-West                     |
| U-Bahn-Kopfbahnhof Strecke ab hier außer Betrieb | 13,3                | Bahnhof Killwangen-Spreitenbach       | Bahnhof Killwangen-Spreitenbach       |
| |                     | angedachte Verlängerung nach Baden    |                                       |

Die Limmattalbahn (auch LTB oder Stadtbahn Limmattal) ist eine 13,9 km lange, meterspurige Strassenbahnstrecke im Limmattal von Zürich nach Killwangen-Spreitenbach. Sie trägt die Liniennummer 20 und fährt durch die Gemeinden Schlieren, Urdorf und Dietikon. Sie ist Teil des Zürcher Tramnetzes und teilt in Dietikon auf einer kurzen Strecke auch die Gleise mit der ebenfalls von Aargau Verkehr (AVA) betriebenen Bremgarten-Dietikon-Bahn.
Verantwortlich für die Infrastruktur ist die Limmattalbahn AG. Die offizielle Eröffnung erfolgte am 9. Dezember 2022, der fahrplanmässige Betrieb begann zwei Tage später. Die Kosten des Projektes lagen durch verschiedene Massnahmen letztendlich 21 % tiefer als geplant. In Planung ist eine Verlängerung nach Baden.
Das Limmattal gehört zusammen mit dem Glatttal und dem Zürcher Seebecken zu den am stärksten wachsenden Regionen im Raum Zürich. Aufgrund von steigendem Wohnraum und Arbeitsplätzen wird mehr Verkehr in der Region antizipiert, wovon die Limmattalbahn einen Grossteil übernehmen soll. Ausserdem soll sie, ähnlich wie die Glattalbahn im Norden Zürichs, der Region weiteren Aufschwung verleihen und die Standortattraktivität steigern.

## Streckenverlauf
Die Limmattalbahn verbindet den Bahnhof Zürich Altstetten mit dem Bahnhof Killwangen-Spreitenbach und übernimmt damit die Feinerschliessung im Limmattal.

### Ausgangsstrecke von Zürich nach Killwangen
Die Limmattalbahn ist eine doppelgleisige Meterspurbahn, die einen nahtlosen Übergang zur Strassenbahn Zürich und zur Bremgarten-Dietikon-Bahn ermöglicht, welche die gleiche Spurweite besitzen. Die zulässige Höchstgeschwindigkeit beträgt 60 km/h, die durchschnittliche Reisegeschwindigkeit 22 km/h. Es gibt 27 Haltestellen, die in einem durchschnittlichen Abstand von 515 m voneinander entfernt liegen. Damit Bahn und Individualverkehr nebeneinander bestehen können und die Züge der Limmattalbahn nicht im Verkehrsstau steckenbleiben, fahren sie zu 92 % auf einem separaten Trassee.

#### Etappe 1: Bahnhof Altstetten – Schlieren Geissweid

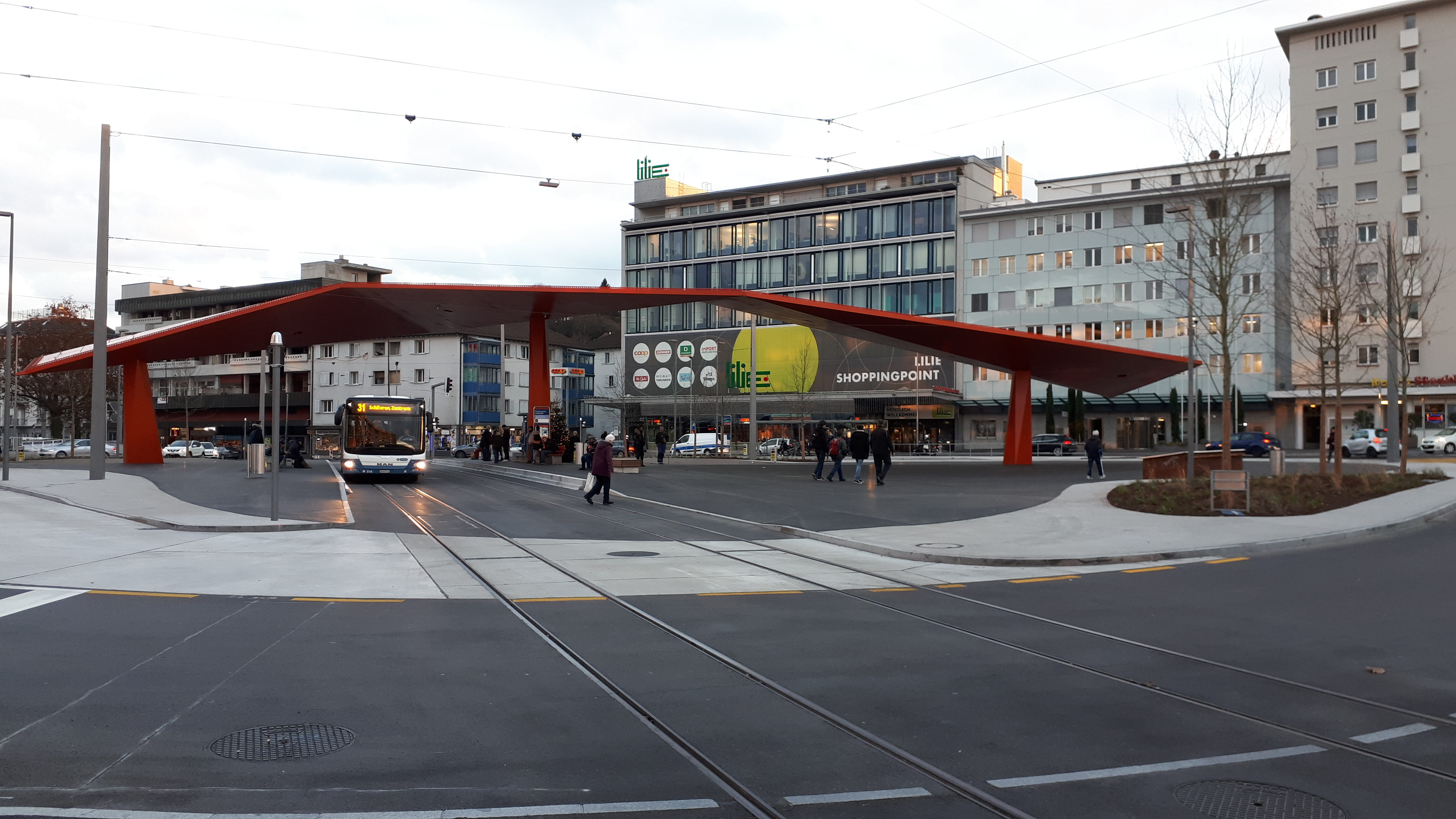
Stadtplatz Schlieren (Dezember 2018)

Ausgehend von der Südseite des Bahnhofs Altstetten, wo sich eine Stumpfendstelle für die Züge der Limmattalbahn befindet, folgt die Strecke der Hohlstrasse in Strassenmittellage. Über die Haltestelle Seidelhof wird der Farbhof erreicht, wo die Strecke mit der bestehenden Route der Tramlinie 2 in die Badenerstrasse einmündet.
Auf grösstenteils begrüntem Eigentrassee in Strassenmitte folgt die Strecke dieser Hauptachse, die ab der Stadtgrenze den Namen Zürcherstrasse trägt über die Haltestellen Micafil, Mülligen, Gasometerbrücke und Wagonsfabrik nach Schlieren. Einen Häuserblock südlich des Bahnhofs befindet sich auf dem im Zuge des Streckenbaus geschaffenen Stadtplatz mit der Haltestelle Zentrum/Bahnhof eine grosse Umsteigestation zwischen Limmattalbahn und Autobus. Eine Station weiter bei der Geissweid wurde zwei Jahre vorher schon eine Wendeschleife für die bis hier verlängerte Zürcher Tramlinie 2 angelegt.

#### Etappe 2: Schlieren Geissweid – Bahnhof Killwangen-Spreitenbach

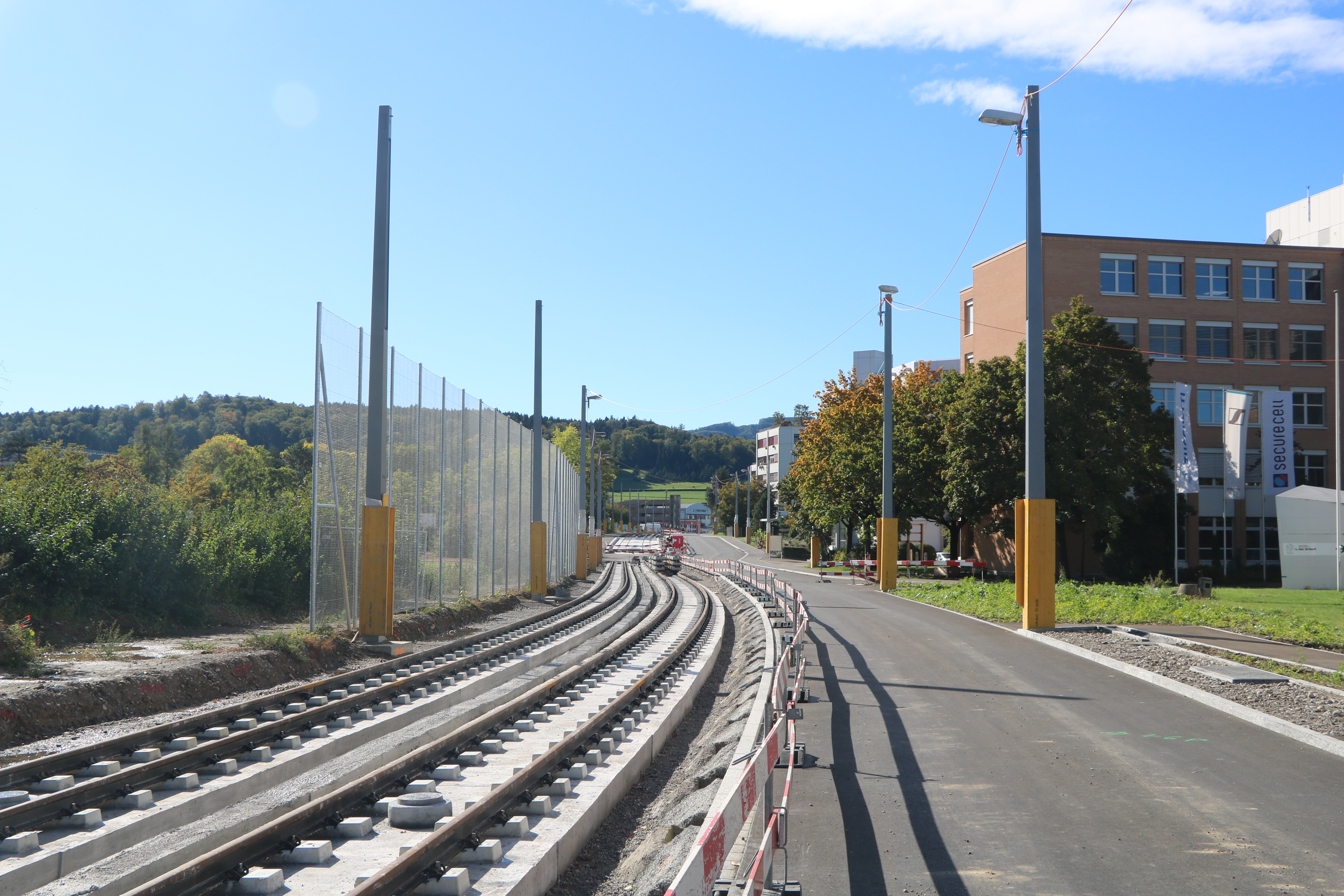
Erstellte Gleise In der Luberzen (Oktober 2020)

Die Limmattalbahn folgt ab hier weiter dem Verlauf der Badenerstrasse mit Haltestellen im Bereich Kesslerplatz und Reitmen. Kurz vor Erreichen der Kreuzung Schönenwerd zweigt die Strecke nach Süden ab, um mit einem 245 m langen Tunnel das Färberhüsli-Areal zu unterqueren. Beim Spital Limmattal kommt die Strecke wieder an die Oberfläche, um durch Urdorf über Luberzen und vorbei an der Kantonsschule Limmattal zur Birmensdorferstrasse zu gelangen. Auf ihr wird der Knoten von Hauptstrasse 1 (Bernstrasse) und den Autobahnen A4 und A3 überquert und damit Dietikon erreicht.
Westlich der S-Bahn-Haltestelle Glanzenberg wird wieder auf die Zürcherstrasse eingeschwenkt, der die Strecke ins Zentrum von Dietikon folgt. Mittels einer Führung über die Poststrasse wird der Bahnhof Dietikon erreicht, wo ein Umsteigeknoten mit der S-Bahn Zürich und der Bremgarten-Dietikon-Bahn (BD) besteht. Bis zum Kirchplatz nutzen die Limmattalbahn und BD den gleichen Bahnkörper, dann zweigt die Strecke wieder von der bereits bestehenden BD-Meterspurlinie ab. Der Hauptachse Zürcher-/ Badenerstrasse weiter folgend wird dann im Nordwesten Dietikons die Hauptstrasse 3 (Überlandstrasse) überquert. Durch das Niderfeld wird die Kantonsgrenze erreicht, wo parallel zum Rangierbahnhof Limmattal auch das Depotareal für die Limmattalbahn entstand.
Auf der Industriestrasse verläuft die Strecke weiter durch ein Gewerbegebiet, das mit den Halten Kreuzäcker und Grabäcker erschlossen wird. Vorbei an IKEA und Shoppi Tivoli wird Spreitenbach erreicht, wo die Strecke ein weiteres Mal auf die Hauptstrasse 3 verschwenkt, um den Ort zu durchqueren. Unmittelbar vor dem Bahnhof Killwangen-Spreitenbach liegt die vorläufige nordwestliche Endstelle der Limmattalbahn.

### Fortführung von Killwangen nach Baden
Im August 2018 stellte der Kanton Aargau eine mögliche Fortführung der Limmattalbahn vor und startete ein entsprechendes Richtplanverfahren. Die Strecke soll über den Bahnhof Killwangen-Spreitenbach hinaus nach Neuenhof führen, die Limmat parallel zur Autobahn A1 überbrücken, quer durch Wettingen verlaufen und die Stadt Baden erreichen. Angestrebt wird eine Inbetriebnahme im Jahr 2032.
In Killwangen soll die Strecke über die Bahnhofstrasse fortgeführt werden, bis die Hauptstrasse 3 wieder erreicht wird. Im Bereich der heutigen Bushaltestelle Mühlehalde soll eine neue Haltestelle entstehen. Über freies Feld soll die Strecke der Hauptstrasse 3 nach Neuenhof führen, wo Halte im Bereich Kirchfeld, Posthorn, Landhaus und Eich vorgesehen sind. Die Strecke soll anschliessend nach Norden auf die Limmatstrasse abzweigen und die Bahnstrecke Zürich–Baden queren. Im Bereich der Industrie soll eine weitere Station entstehen, bevor die Strecke neben der Autobahnbrücke der A1 über die Limmat führen soll.
Am Bahnhof Tägerhard soll die Bahnstrecke Wettingen–Effretikon gequert werden und eine Umsteigestation zur Eisenbahn entstehen, die auch das unmittelbar angrenzende Tägi-Bad und die Tägi-Eisbahn erschliesst. Auf einer noch genauer zu bestimmenden Route soll das Baugebiet auf der Unteren Geisswies am östlichen Rand von Wettingen durchquert werden, bevor an einer weiteren Haltestelle im Bereich der Brücke über den Lugibach die Landstrasse erreicht wird. Dieser soll die Limmattalbahn im Verlauf der RVBW-Autobuslinie 1 geradlinig durch Wettingen folgen, mit Stationen im Bereich Kreuzkapelle, Neufeld, Sonne, Zentrumsplatz, Winkelried, Langenstein und Kantonsschule. Nach Überquerung der Limmat auf oder parallel zur Hochbrücke soll der Schulhausplatz in Baden erreicht werden, gefolgt von einer Durchquerung des Schlossbergs in einem Tunnel. Der Endpunkt ist am Bahnhof Baden vorgesehen.

## Geschichte

### Öffentlicher Verkehr im Limmattal

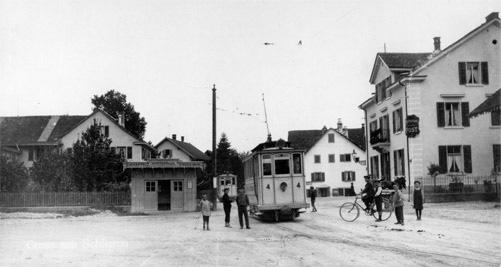
«Lisebethli» in Schlieren an der damaligen Haltestelle Linde in der Badenerstrasse. In Zukunft sollen hier wieder Trams verkehren.

Das Limmattal hegt eine lange und bedeutende ÖV-Tradition. 1847 fuhr die Spanisch-Brötli-Bahn als erste Bahnlinie der Schweiz von Zürich nach Baden. 1899 wurde die Limmattal-Strassenbahn (LSB) gegründet, im Volksmund «Lisebethli» genannt. Ein Jahr später nahm sie ihren Betrieb auf der Strecke zwischen dem Letzigraben und Dietikon auf, ein Jahr später auf der Zweigstrecke von Schlieren nach Weiningen. 1928 stellte die LSB den Betrieb auf dem Abschnitt Schlieren–Dietikon ein, die Aufgabe der Strecke nach Weiningen folgte 1930. Die Strecke zwischen dem Letzigraben und Schlieren ging daraufhin in den Besitz der Städtischen Strassenbahn Zürich über. Diese legte 1955 auch den Abschnitt Farbhof–Schlieren still.
In der Abstimmung über die U-Bahn Zürich war 1973 ein fast gleicher Streckenverlauf von Dietikon über Schlieren zum Flughafen Zürich in Kloten vorgesehen, jedoch lehnte das Volk dieses Projekt ab.

### Erste Studien, Richtplaneintrag
Im Jahr 2000 begann die Planung für die künftige Limmattalbahn. Die kantonale Plattform Aargau/Zürich (PAZ) vergab den Auftrag, erste Korridor- und Trasseestudien im Limmattal durchzuführen. Fünf Jahre später folgte die Präsentation des regionalen Verkehrskonzepts Limmattal, das die Limmattalbahn als eine der Kernmassnahmen enthielt. 2006 wurde die Linienführung im Aargauer Richtplan eingetragen, 2007 folgte die Festsetzung im Richtplan des Kantons Zürich. Im selben Jahr bestärkten die Exekutiven der Limmattaler Gemeinden ihren Wunsch nach der Limmattalbahn mit einer Absichtserklärung, die sie bei den zuständigen Zürcher und Aargauer Regierungsräten einreichten. 2015 bekräftigten die Limmattaler Gemeinden ihren Wunsch nach der Limmattalbahn mit der Unterzeichnung eines Manifests.

### Projektorganisation
Ursprünglich hatte der Zürcher Verkehrsverbund die Federführung im Projekt Limmattalbahn inne. Im Juni 2010 gründeten die beiden Kantone Zürich und Aargau eine Aktiengesellschaft mit dem Zweck, die Limmattalbahn zu planen und anschliessend die Infrastruktur zu erstellen. Der Kanton Zürich hält 75 % und der Kanton Aargau 25 % des Aktienkapitals. Dies entspricht dem Verhältnis der Streckenlängen in den beiden Kantonen. Im Verwaltungsrat waren Hans Egloff (Kanton Zürich, Präsident), Matthias Adelsbach (Kanton Aargau, Vizepräsident), Dominik Brühwiler (Kanton Zürich) und Roland Kobel (Kanton Zürich). Gesamtprojektleiter und Geschäftsführer der Limmattalbahn AG war Daniel Issler. Für die Projektierung und Realisierung der Limmattalbahn erhielt die Gesamtprojektleitung Unterstützung von externen Firmen.

### Planung
Im Juli 2010 startete die Limmattalbahn AG mit der Projektierung. Die erste Phase, das sogenannte Vorprojekt, lief bis Ende 2011. Während dieser Zeit definierten die Planer die genaue Linienführung, die Lage der Haltestellen und die voraussichtlichen Kosten. Im Anschluss erarbeiteten sie bis Ende 2013 das Bau- und Auflageprojekt. In dieser Phase verfeinerten und überprüften sie die Planungen. Schliesslich wurde die Vorlage öffentlich aufgelegt, und das Bundesamt für Verkehr (BAV) erteilte im April 2017 die Plangenehmigungsverfügung (Baubewilligung).
Im Februar 2012 reichte die Limmattalbahn AG ein Konzessionsgesuch für den Betrieb der Strecke zwischen Zürich-Altstetten und Killwangen-Spreitenbach beim Bund ein. Der Bundesrat hiess das entsprechende Gesuch am 9. Oktober 2013 gut und erteilte die Infrastrukturkonzession.
Im Zusammenhang mit dem Bau der Limmattalbahn sind auch diverse Anpassungen am Strassennetz geplant. Einerseits gehören dazu die Strassen im direkten Perimeter der Bahn, andererseits auch Projekte, die eine Verlagerung des Verkehrs zum Ziel haben. So soll der Verkehr beispielsweise aus den Zentren von Schlieren und Dietikon geführt werden. Eines der grössten Projekte ist der Umbau der Engstringerkreuzung in Schlieren.

#### Finanzierung
Parallel zur Projektierung mussten in beiden Kantonen und auf Bundesebene politische Beschlüsse getroffen werden. Die Kredite für die Ausarbeitung des Vorprojekts wurden 2009 genehmigt, die Finanzierung des Bau- und Auflageprojektes (Projektierungskredit) im Jahr 2011. Der Zürcher Kantonsrat stimmte dem Realisierungskredit von rund 510 Millionen Franken am 30. März 2015 zu. Der Aargauer Grosse Rat nahm am 5. Mai die Vorlage ebenfalls an. Wegen des Volksreferendums bewilligte der Souverän des Kantons Zürich am 25. November 2015 den Kredit von 510,3 Millionen Franken für die Limmattalbahn und damit verknüpft 136,3 Millionen Franken für Strassenmassnahmen.
Der Gesamtkredit für die Limmattalbahn betrug rund 755 Millionen Franken. Diese Kosten wurden durch den Bund und die beteiligten Kantone Zürich und Aargau getragen. Der Kanton Zürich übernahm rund ¾ der Kosten und der Kanton Aargau ¼, wobei vom Bund rund 35 % der ersten Etappe (Altstetten bis Schlieren) übernommen wurden. Für die zweite Etappe sollte der Bund rund 200 Millionen Franken übernehmen. Wegen nicht benötigter Reserven, Projektoptimierungen und günstigerer Vergabe kostete der Bau jedoch 160 Millionen Franken weniger als geplant.

#### Kritik, Reaktionen und Einsprachen
Das Projekt wurde von Regierungsrat, dem Kantonsrat und den Exekutiven aller betroffenen Standortgemeinden des Limmattals befürwortet. Kritiker aus der Region bemängelten, dass die geplante Limmattalbahn zwischen Altstetten und Dietikon weitgehend parallel zum sehr gut ausgebauten und von der S-Bahn ideal bedienten Bahntrassee der SBB verlaufen sollte, weswegen sie den Mehrwert der meterspurigen Bahn nur sehr eingeschränkt gegeben sahen. Die Befürworter hielten dem entgegen, dass die geplante Limmattalbahn der Feinerschliessung diene und damit die Eisenbahn mit ihren grösseren Haltestellenabständen ideal ergänze. Die Gegner favorisierten eine Elektrobuslösung, die nach ihrer Überzeugung deutlich günstiger zu realisieren wäre als eine Bahn. Darüber hinaus zweifelten sie die Wachstumsprognosen der betroffenen Region von rund 17 Prozent bis 2030 an, womit der Sinn der Limmattalbahn nicht gegeben sei. Auch den Wegfall bestehender Fahrstreifen des motorisierten Individualverkehrs kritisierten die Gegner.
Bis Anfang 2014 gingen 196 Einsprachen bei der Limmattalbahn AG ein. Der grösste Teil davon stammte von unmittelbar betroffenen Eigentümern und richtete sich somit gegen Einzelabschnitte des Trassees. Übergeordnete Einsprachen betrafen die Streckenführung im Zentrum von Dietikon und den Bereich um das Spital Limmattal, wo eine Verlängerung des Färberhüsli-Tunnels gefordert wurde. Alle Einsprachen konnten bereinigt werden.
Nach dem Beschluss des Zürcher Kantonsrates vom 30. März 2015 ergriff das Komitee «Limmattalbahn – NEIN!» das Referendum. Dieses kam in kurzer Zeit zustande, woraufhin die kantonale Volksabstimmung auf den 22. November 2015 angesetzt wurde. 64,45 % der Stimmen sprachen sich für die Realisierung des Limmattalbahnprojekts aus, womit das Referendum gescheitert war. Im Bezirk Dietikon, auf dessen Gebiet das Mittelstück des Trassees entstehen sollte, sprach sich eine knappe Mehrheit von 54,10 % gegen die Limmattalbahn aus, wohingegen der Bezirk Zürich, auf dessen Gebiet der östliche Abschnitt geplant war, mit 72,69 % mehrheitlich für das Vorhaben stimmte. Auf Gemeindeebene im Planungsgebiet zeigte sich folgendes Resultat: Während in Schlieren, Urdorf und Dietikon mit 57,26 %, 53,58 % und 64,03 % mehrheitlich Neinstimmen zu verzeichnen waren, stimmte der Zürcher Kreis 9 mit 59,24 % für das Projekt. Die betroffenen Aargauer Gemeinden Killwangen und Spreitenbach waren bei der Volksabstimmung im Nachbarkanton nicht teilnahmeberechtigt, auch war im Kanton Aargau kein Referendum ergriffen worden.
Eine Volksinitiative mit dem Titel «Stoppt die Limmattalbahn – ab Schlieren» beabsichtigte, den Bau der zweiten Etappe der Limmattalbahn zu verhindern. Hauptargument des Initiativkomitees war, dass der Kanton Zürich dem Bezirk Dietikon ein Projekt aufzwinge, das von der Bevölkerung vor Ort mehrheitlich abgelehnt werde. Am 23. September 2018 scheiterte die Initiative noch deutlicher als das Referendum von 2015. 83 % der Stimmberechtigten des Kantons Zürich sprachen sich für den Weiterbau bis Killwangen-Spreitenbach aus, ebenso sämtliche Gemeinden im Bezirk Dietikon (wenn auch weniger deutlich als die übrigen Gemeinden). Die geringste Zustimmung gab es in Dietikon, wo nur 52 % den Bau der zweiten Etappe befürworteten.

### Bau

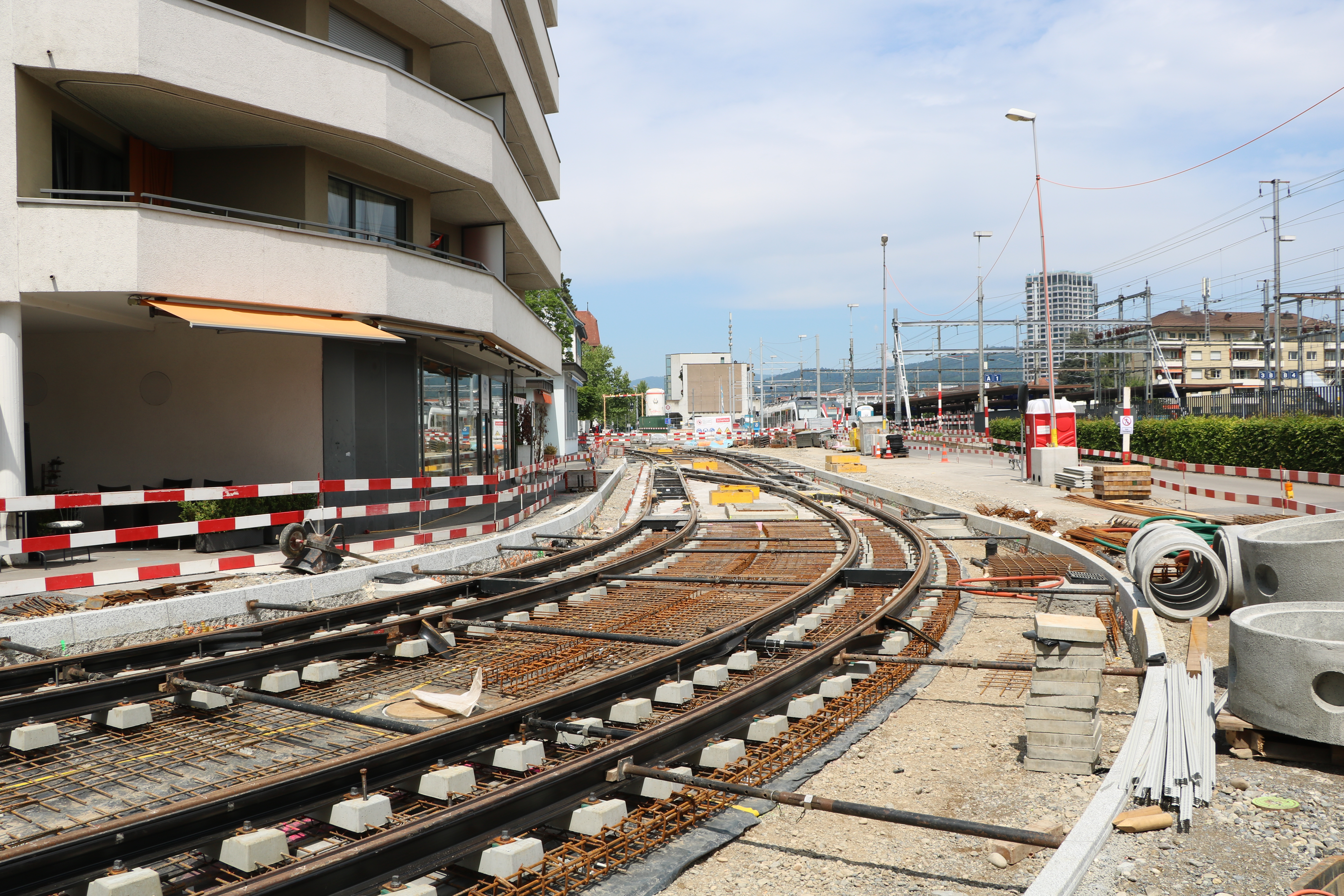
Gleisbauarbeiten Poststrasse in Dietikon (Mai 2020)

Die Baumassnahmen des Tiefbaus wurden in acht Lose aufgeteilt (drei Lose für die erste Etappe, vier für die zweite und Los Depot). Bei der Bahntechnikausrüstung wurde für jedes Fachgebiet (Gleisoberbau, Fahrleitung, Energieversorgung und Haltestelleninfrastruktur) ein Totalunternehmer für die gesamte Strecke von Altstetten bis Killwangen beauftragt. Als erstes erfolgten jeweils die Tiefbauarbeiten mit umfangreichen Werkleitungsumlegungen und dem Neubau der Strassen im Bereich des Trassees. Anschliessend folgte der Gleisbau und der Fahrleitungsbau.
Am 28. August 2017 fand der Spatenstich für die Bauarbeiten der ersten Etappe im Beisein der Bundespräsidentin Doris Leuthard, der Zürcher Regierungsrätin Carmen Walker Späh und des Aargauer Regierungsrats und Landammanns Stephan Attiger in Schlieren statt. Die ersten Gleise der 1. Etappe wurden im April 2018 in Schlieren Geissweid verlegt. Der Zusammenschluss mit der Tramstrecke 2 der VBZ erfolgte innerhalb einer Intensivbauphase im Sommer 2019.
Der Baubeginn der Tiefbauarbeiten für die Weiterführung bis nach Killwangen-Spreitenbach erfolgte im September 2019. Die ersten Gleise wurden in Dietikon in der Zürcherstrasse im Februar 2020 verlegt. Um die Auswirkungen der Baumassnahmen im Zentrum Dietikon auf den Strassenverkehr wie auch auf die Bremgarten-Dietikon-Bahn (BD) zu reduzieren, fanden mehrere Intensivbauphasen statt, teilweise mit Betriebsunterbrüchen der Aargau Verkehr (AVA). Die letzten Schienen wurden am 11. April 2022 in der Haltestelle Tivoli verschweisst.
Der Baubeginn für das Depot fand im Mai 2020 statt, nachdem das Bundesamt für Verkehr die Plangenehmigungsverfügung Mitte April erteilt hatte. Die Gleisbauarbeiten begannen Anfang 2021. Die Übergabe des Depots und der Abstellanlage an die AVA fand am 5. Mai 2022 statt.
Die ersten Testfahrten mit den neuen Fahrzeugen starteten am 11. Juli 2022. Die Fahrleitung war bereits am 1. Juli eingeschaltet worden. Im Rahmen der Testfahrten wurden die bahntechnischen Ausrüstungen (Weichensteuerungen,  Lichtsignalanlagen, Fahrleitungsanlagen etc.) geprüft und bei Bedarf anders eingestellt. Ab August 2022 wurden die Stadtbahnführer der AVA auf den Fahrzeugen und der Strecke ausgebildet.

### Inbetriebnahme

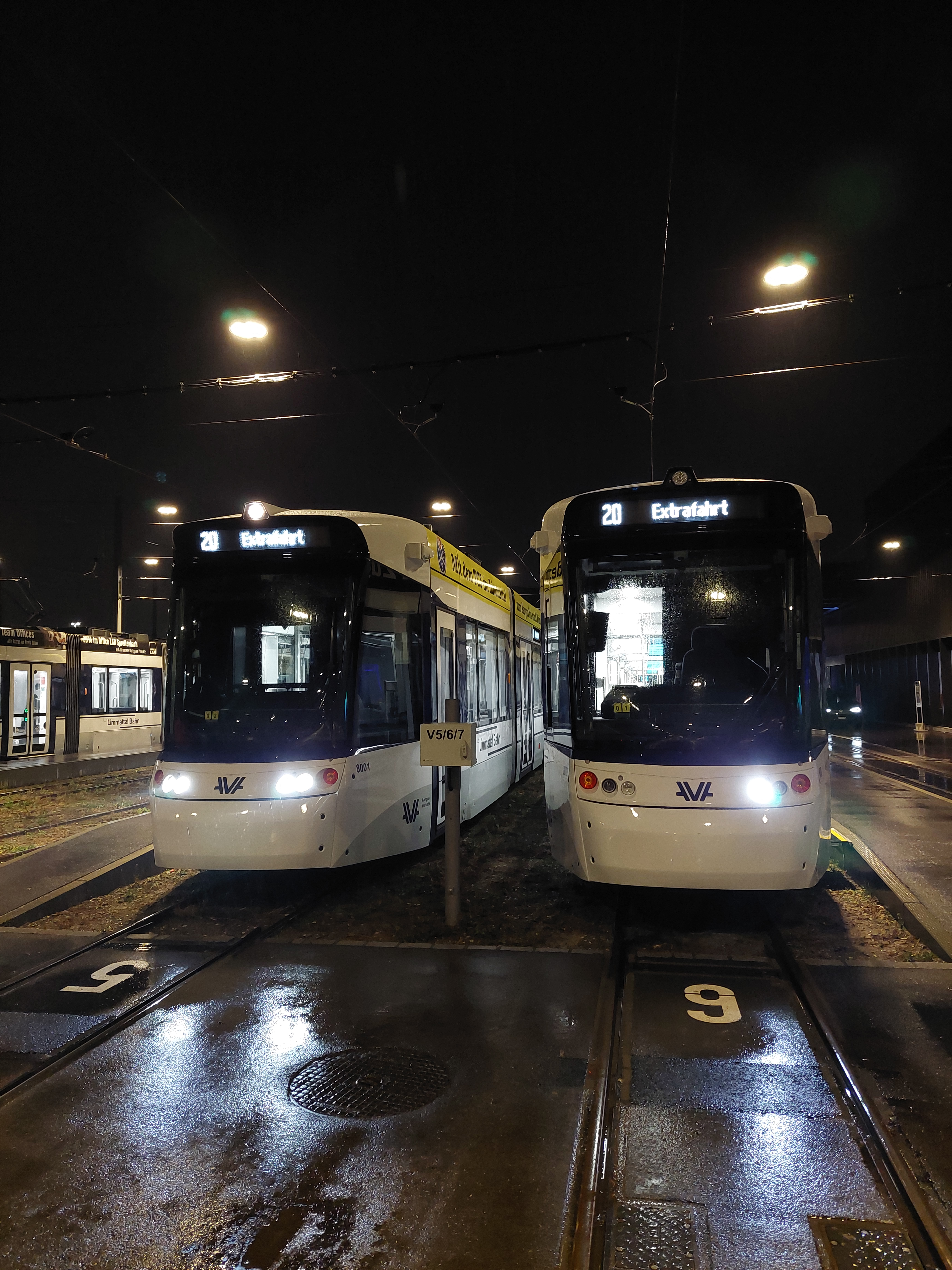
Tramlinks 8001 und 8002 in der Abstellanlage des Limmattalbahn-Depots nach der Eröffnungsfahrt vom 9. Dezember 2022

Am 30. August 2019 erfolgte im Rahmen eines mehrtägigen Festes die feierliche Eröffnung der ersten Etappe zwischen Farbhof und Schlieren Geissweid. Der 2,9 km lange Streckenabschnitt wurde zunächst ausschliesslich von der VBZ-Tramlinie 2 befahren, der fahrplanmässige Verkehr wurde dann zum 2. September aufgenommen.
Die offizielle Inbetriebnahme der zweiten Etappe von Schlieren bis Killwangen-Spreitenbach erfolgte am 9. Dezember 2022 im Beisein der Bundesrätin Simonetta Sommaruga, der Zürcher Regierungsrätin Carmen Walker Späh und des Aargauer Regierungsrats und Landammanns Stephan Attiger im Depot der Limmattalbahn. Daniel Issler, Gesamtprojektleiter der Limmattalbahn AG, erläuterte, dass die Baumassnahmen termingerecht und ca. 160 Millionen Franken unter dem Budget abgeschlossen werden konnten. Für die Öffentlichkeit fand am 10. Dezember 2022 das Eröffnungsfest statt, der fahrplanmässige Betrieb wurde am 11. Dezember aufgenommen. Seither bedient die Linie 20 die gesamte Strecke vom Bahnhof Altstetten bis zum Bahnhof Killwangen-Spreitenbach. Die Strecke bis Schlieren wird weiterhin zusätzlich von der VBZ-Linie 2 bedient.

## Betrieb

### Infrastruktur
Die Kantone Zürich und Aargau haben eine Leistungsvereinbarung mit der Limmattalbahn AG abgeschlossen, womit die Infrastruktur der Strecke im Eigentum der beiden Kantone verbleibt. Die Limmattalbahn AG überträgt der Aargau Verkehr AG (AVA) die Verantwortung für die gesamte Infrastruktur der Strecke. Hiermit ist die AVA zuständig für den Betrieb und den Unterhalt der Anlagen sowie die Intervention im Störungsfall.

### Fahrbetrieb
Um den Betrieb der Limmattalbahn bewarben sich die Verkehrsbetriebe Zürich (VBZ), die Sihltal-Zürich-Uetliberg-Bahn (SZU) und die BDWM Transport AG aus Bremgarten. Der Entscheid der Kantone Zürich und Aargau sowie des Bundesamts für Verkehr (BAV) fiel letztlich zugunsten der BDWM (2018 im Aargau Verkehr aufgegangen), wenngleich allen Bewerbern aufgrund ihrer langjährigen Erfahrung die notwendige Zuverlässigkeit für einen reibungslosen Betrieb der Limmattalbahn zugebilligt wurde. Die Vergabe sollte zunächst für zehn Jahre ab Betriebsaufnahme erfolgen.
In einer ersten Etappe erfolgte die Betriebsaufnahme vom Farbhof bis zur Geissweid in Schlieren ausschliesslich durch die Tramlinie 2 der VBZ mit einem 7,5-Minuten-Takt tagsüber. Mit Inbetriebnahme der zweiten Etappe verkehrt die Linie 20 dann zusätzlich vom Bahnhof Altstetten bis zum Bahnhof Killwangen-Spreitenbach. Die Linie 20 verkehrt im 15-Minuten-Takt, eine spätere Verdichtung auf einen 7,5-Minuten-Takt ist möglich.
Die Nachfrage wird in den ersten Betriebsjahren auf täglich 25'000 Fahrgäste geschätzt, längerfristig werden bis zu 40'000 Fahrgäste erwartet.

### Fahrzeuge

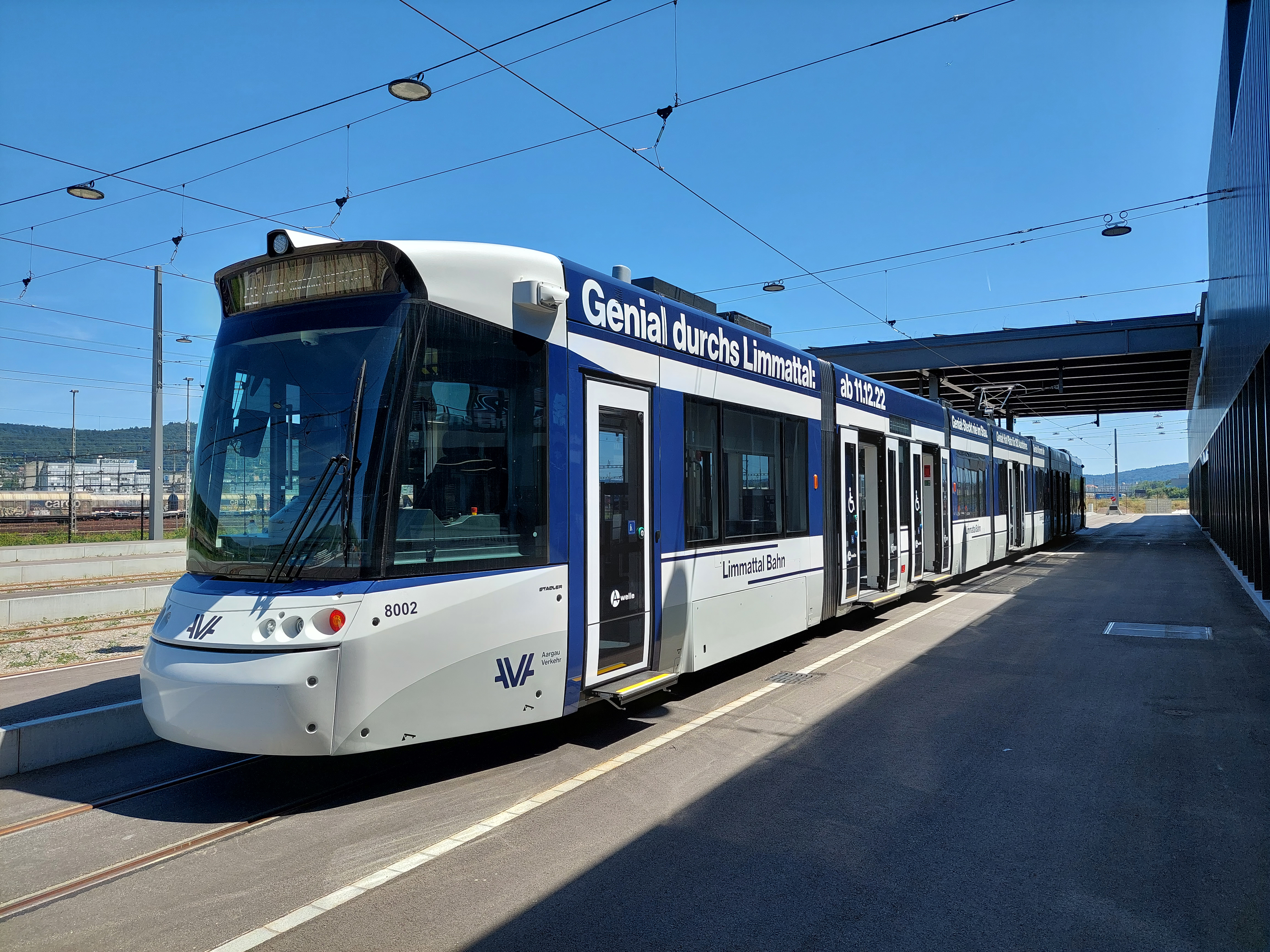
AVA-Tramlink 8002 in der Abstellanlage des Depots der Limmattalbahn bei Testfahrten im Juli 2022

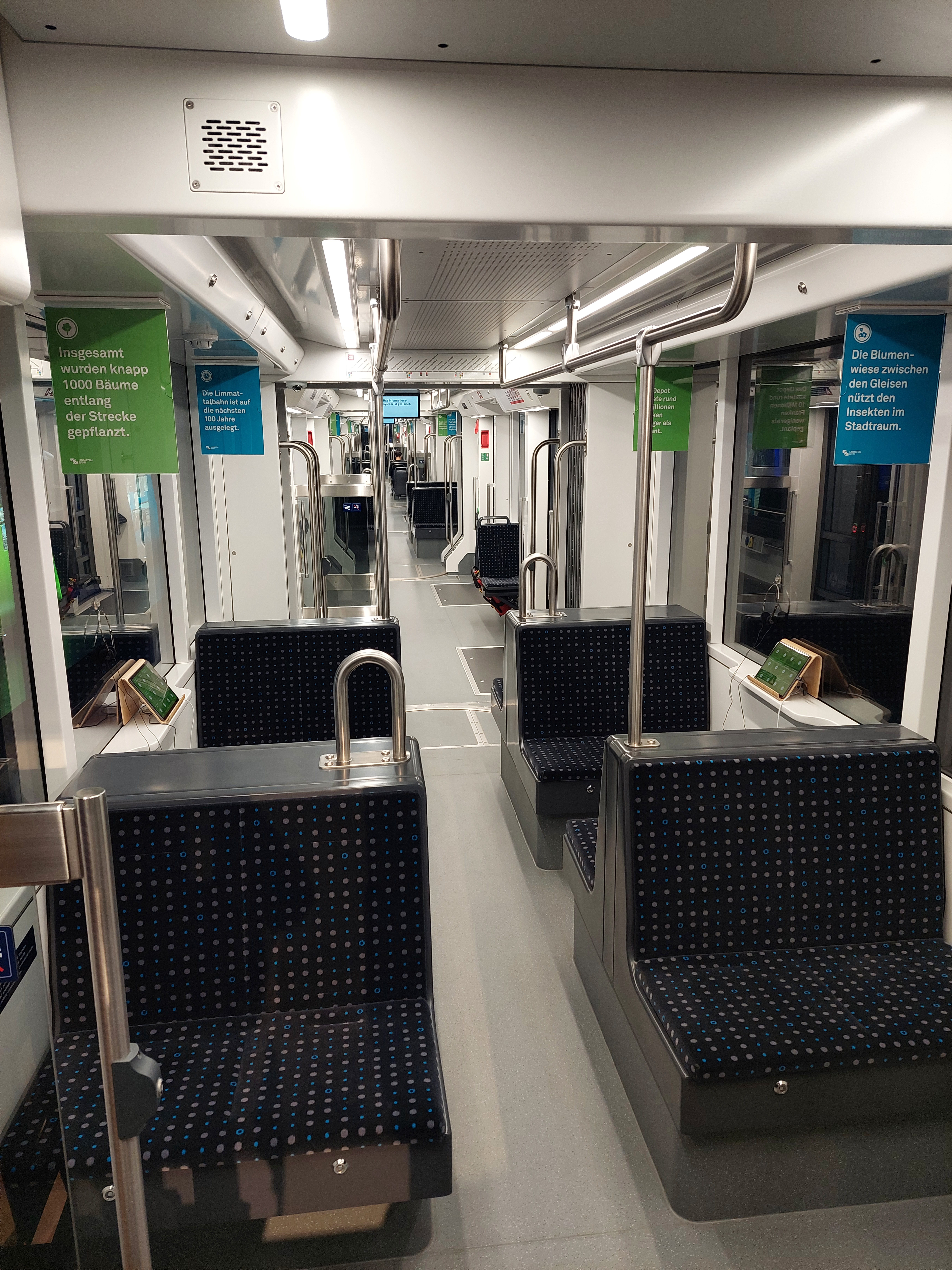
Innenraum der Tramlink-Fahrzeuge der AVA (Dezember 2022)

Der Zürcher Regierungsrat entschied im Dezember 2009 in Absprache mit dem Kanton Aargau, dass auf der Strecke Zweirichtungsfahrzeuge verkehren sollen. Solche Fahrzeuge verfügen über Führerstände an beiden Fahrzeugenden und Türen auf beiden Seiten, womit sie im Linienverkehr in beiden Richtungen eingesetzt werden können. Aufwendige und platzintensive Infrastruktur zum Fahrtrichtungswechsel wie beispielsweise Wendeschleifen oder Wendedreiecke, wie sie bei Einrichtungsfahrzeugen notwendig ist, entfallen hierdurch. Zudem bieten Zweirichtungsfahrzeuge durch ihre Flexibilität Vorteile in der Angebotsgestaltung und bei Störungsfällen. Die Fahrzeuge sind auch im Zürcher Strassenbahnnetz der VBZ und auf der in Dietikon abzweigenden Strecke der Bremgarten-Dietikon-Bahn einsetzbar. Wegen der unterschiedlichen Leit- und Rillenweiten in den Herzstücken von  Kreuzungen und Weichen in den Netzen der Strassenbahn Zürich und der Bremgarten-Dietikon-Bahn laufen die Wagen der Limmattalbahn auf Radreifen mit Kompromissprofil.
Verantwortlich für die Beschaffung des neuen Rollmaterials war neben den planenden Stellen massgeblich die Aargau Verkehr (AVA) als Rechtsnachfolgerin der BDWM Transport und zukünftige Betreiberin der Limmattalbahn. Die Ausschreibung der Neufahrzeuge erfolgte gemeinschaftlich mit der Baselland Transport (BLT), welche für den Einsatz auf der umgespurten Waldenburgerbahn zwischen Liestal und Waldenburg baugleiche Meterspurfahrzeuge beschaffte. Neben Synergien in Betrieb und Unterhalt kann durch die Gemeinschaftsbeschaffung auch eine Kostenersparnis beim Kauf erzielt werden.
Als einziger Bewerber erhielt im Oktober 2018 Stadler Rail den Zuschlag für den Bau von 18 siebenteiligen Zweirichtungs-Multigelenkwagen in Niederflurbauweise des Typs Tramlink, die Anfang 2019 definitiv bestellt und bis Ende 2021 ausgeliefert wurden. Der Gesamtpreis belief sich auf 103 Millionen Schweizer Franken, wobei insgesamt 7,5 Millionen Franken gegenüber einer getrennten Beschaffung gespart werden konnten.
Acht dieser Fahrzeuge waren für die Limmattalbahn vorgesehen, die Kosten dafür beliefen sich auf 43 Millionen Franken, dies bedeutete für die AVA eine Ersparnis von 4,2 Millionen Franken durch die gemeinschaftliche Beschaffung. Die Tramlinks für das Limmattal sind jeweils 45 Meter lang und 2,4 Meter breit, die Höchstgeschwindigkeit liegt bei 80 km/h. Jedes Fahrzeug hat 88 Sitzplätze, 16 Klappsitze und 172 Stehplätze. Für den Ein- und Ausstieg gibt es sieben Türen pro Seite. Gebaut wurden die Triebwagen im Stadler-Werk im spanischen Valencia.
Die Tramlinks für Waldenburger- und Limmattalbahn werden nicht die einzigen Fahrzeuge dieses Typs im Alpenraum sein. Die Ferrovie Luganesi erhielten ab 2020 neun ebenfalls siebenteilige Tramlinks für die Erneuerung des Fuhrparks auf der Lugano-Ponte-Tresa-Bahn (FLP) – mit der Option auf drei weitere Einheiten. Bereits 2015–2017 lieferte das Werk Valencia während des Eigentumsübergangs von Vossloh zu Stadler elf fünfteilige Fahrzeuge dieses Typs für die Traunsee- und Attergaubahn an die Stern & Hafferl Verkehrsgesellschaft.

## Depot
Für die Limmattalbahn wurde ein eigenes Depot gebaut, um ihre Fahrzeuge in unmittelbarer Nähe zum Einsatzort abstellen und den Kleinunterhalt durchführen zu können. Dabei wurden für das Betriebsgelände folgende technischen Rahmenbedingungen festgelegt:
- Platz für 7 bis 14 Zweirichtungsfahrzeuge (je nach angestrebtem Takt) mit einer Wagenlänge von 45 Metern
- Erweiterungsfläche für 10 zusätzliche Zweirichtungsfahrzeuge (für eine allfällige zukünftige Verlängerung der Limmattalbahn in Richtung Baden)
- Unterhaltsbereich (Besandungsanlage und Waschanlage)
- Betriebs- und Personalräume

Der Grossunterhalt soll in den Anlagen von Vertragspartnern oder in anderen Anlagen des Betreibers erbracht werden, weswegen keine entsprechenden Einrichtungen im Depotareal vorgesehen wurden. Im Zuge der Standortevaluation wurden insgesamt 20 Depotstandorte im Bereich der Strecke eingehend untersucht. Nach ersten Voruntersuchungen kamen die im Bereich der Kantonsgrenze gelegenen Standorte Dietikon Müsli (nördlich des Trassees im Bereich des Rangierbahnhofs Limmattal) und Spreitenbach Asp (südlich der Strecke) in die engere Auswahl.

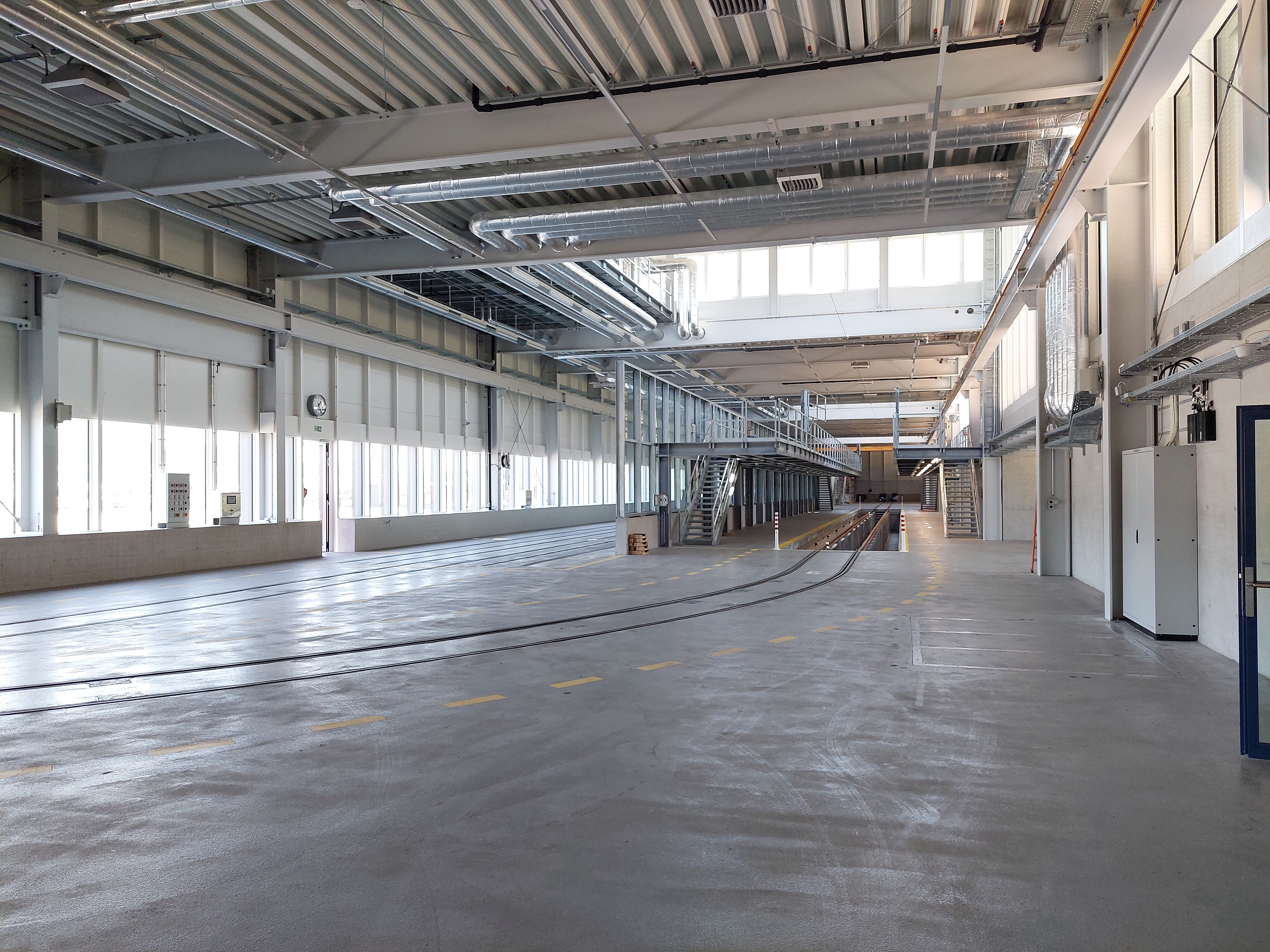
Halle des Depots der Limmattalbahn; Grubengleis rechts, Waschgleis links (Juli 2022)

Letztendlich erhielt die Variante Müsli 1 den Vorzug. Sie sah eine parallel zu den Gütergleisen angeordnete Abstellanlage nördlich der Strecke vor. Aufgrund der Nähe zum Rangierbahnhof war eine offene Bauweise der Abstellanlage möglich. Der Standort Asp wies gegenüber Müsli deutlich höhere Kosten auf, was mitunter an einer für das entsprechende Areal notwendigen Altlastensanierung gelegen hätte. Das Betriebsgelände wurde über eine rund 600 Meter lange, grösstenteils eingleisige Betriebsstrecke auf der Aargauer Seite im Bereich östlich der Haltestelle Kreuzäcker an das Streckengleis angeschlossen. Das dortige Gleisdreieck ermöglicht Ausfahrten sowohl in Richtung Spreitenbach als auch in Richtung Schlieren. Die Strassenzufahrt zum Betriebsgelände verläuft auf der Strasse parallel zu diesem Betriebsgleis.
Im Süden des Depotareals entstand eine rund 10 Meter hohe, 23 Meter breite und 145 Meter lange Werkhalle in Leichtbauweise, die ein Wasch- und ein Wartungsgleis von jeweils rund 50 Metern Länge aufnimmt. Für den Unterhalt besteht im südlichen Hallengleis eine Grube und ein Hochstand für Dacharbeiten sowie ein Deckenkran. Im nördlichen Hallengleis befindet sich die Waschanlage. Am östlichen Ende gibt es Betriebsräume. Auf der Westseite des Gebäudes befindet sich ein Werkhof für die Infrastruktur. Die siebengleisige Abstellanlage ist zum Rangierbahnhof hin angeordnet und teilweise überdacht. Jedes Stumpfgleis bietet zunächst zwei Fahrzeugen Platz und ist rund 120 Meter lang. Eine Erweiterung nach Osten bis zur Mutschellenstrasse wird als Option freigehalten.

## Erstellung und Anpassung von Strassen abseits der Bahnstrecke
Gemäss dem Beschluss des Zürcher Kantonsrats will die Regierung die Zentren von Schlieren und Dietikon vom Durchgangsverkehr und vom zukünftigen Mehrverkehr entlasten. Dazu waren folgende Massnahmen vorgesehen:
Der Knoten Schönenwerd in Schlieren wurde zu einem Kreisel ausgebaut, die Kapazität somit stark erhöht. Am gleichen Ort wurde die bestehende Brücke über die SBB-Linie durch einen breiteren Neubau mit höherer Tragkraft ersetzt.
In Schlieren sollte zudem zur Entlastung des Stadtkreisels ein Teil des Verkehrs aus der Achse Zürcher-/Badenerstrasse auf die nördlich gelegene Bern- und Überlandstrasse verlagert werden. Dazu sollte die Einmündung der Gasometerstrasse in die Bernstrasse ausgebaut werden. An der «Engstringerkreuzung» sollte die Bernstrasse unter der Engstringerstrasse hindurchgeführt werden. Beide Projekte waren bei Inbetriebnahme der Limmattalbahn noch in der Planungsphase. Dies führte zu Unmut in einem Teil der Bevölkerung und zu einer Anfrage der drei Schlieremer Kantonsräte Pierre Dalcher, Markus Bärtschiger und Manuel Kampus beim Regierungsrat. Der Regierungsrat argumentierte in seiner Antwort, dass ein Gutachten neu überprüft werden müsse und dass die Verhandlungen mit der Stadt Schlieren ungewöhnlich lang gedauert hätten. Kurz nach der rechtskräftigen Festsetzung der Projekte werde die Ausführung in Angriff genommen. Eile sei geboten, weil der Baubeginn spätestens 2025 erfolgen müsse, um die Bundesbeiträge nicht zu verlieren. Mit einer Bauzeit von drei Jahren sei zu rechnen.
In Dietikon waren abseits der Bahnstrecke nur kleinere Anpassungen vorgesehen, die alle vor der Inbetriebnahme der Limmattalbahn realisiert wurden.

## Bilder

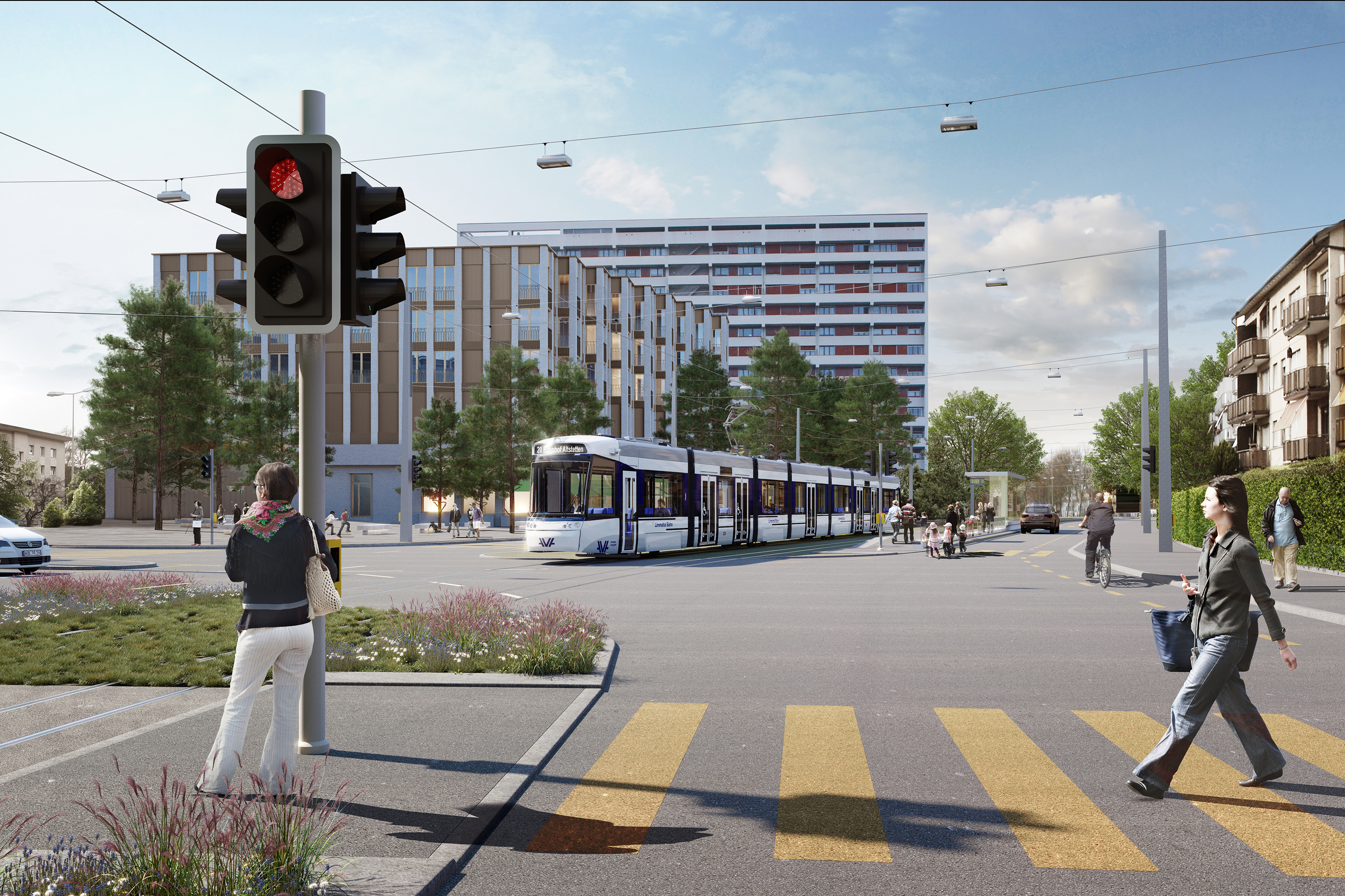
Visualisierung Limmattalbahn in Schlieren
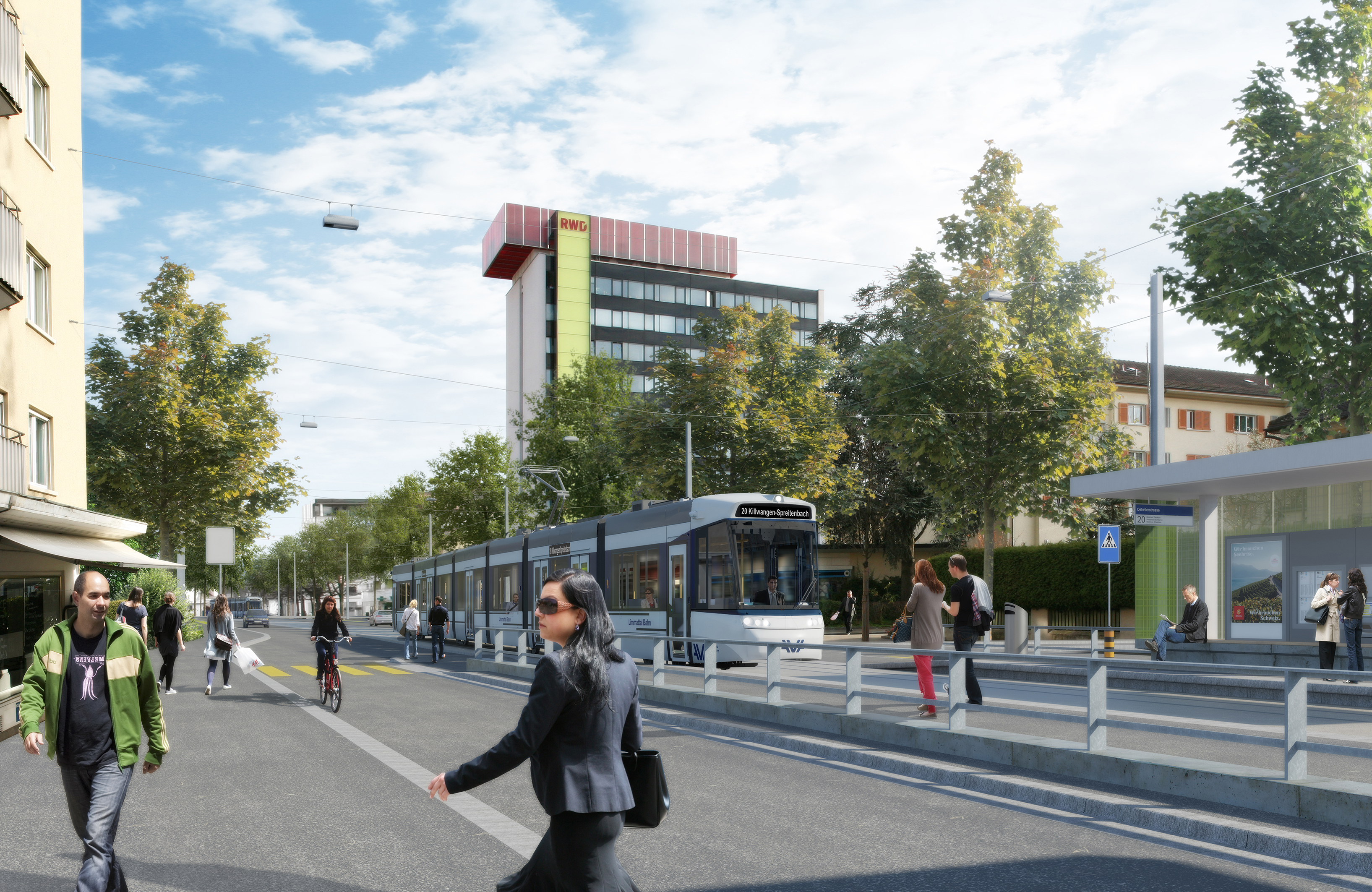
Visualisierung Limmattalbahn an der Badenerstrasse in Dietikon
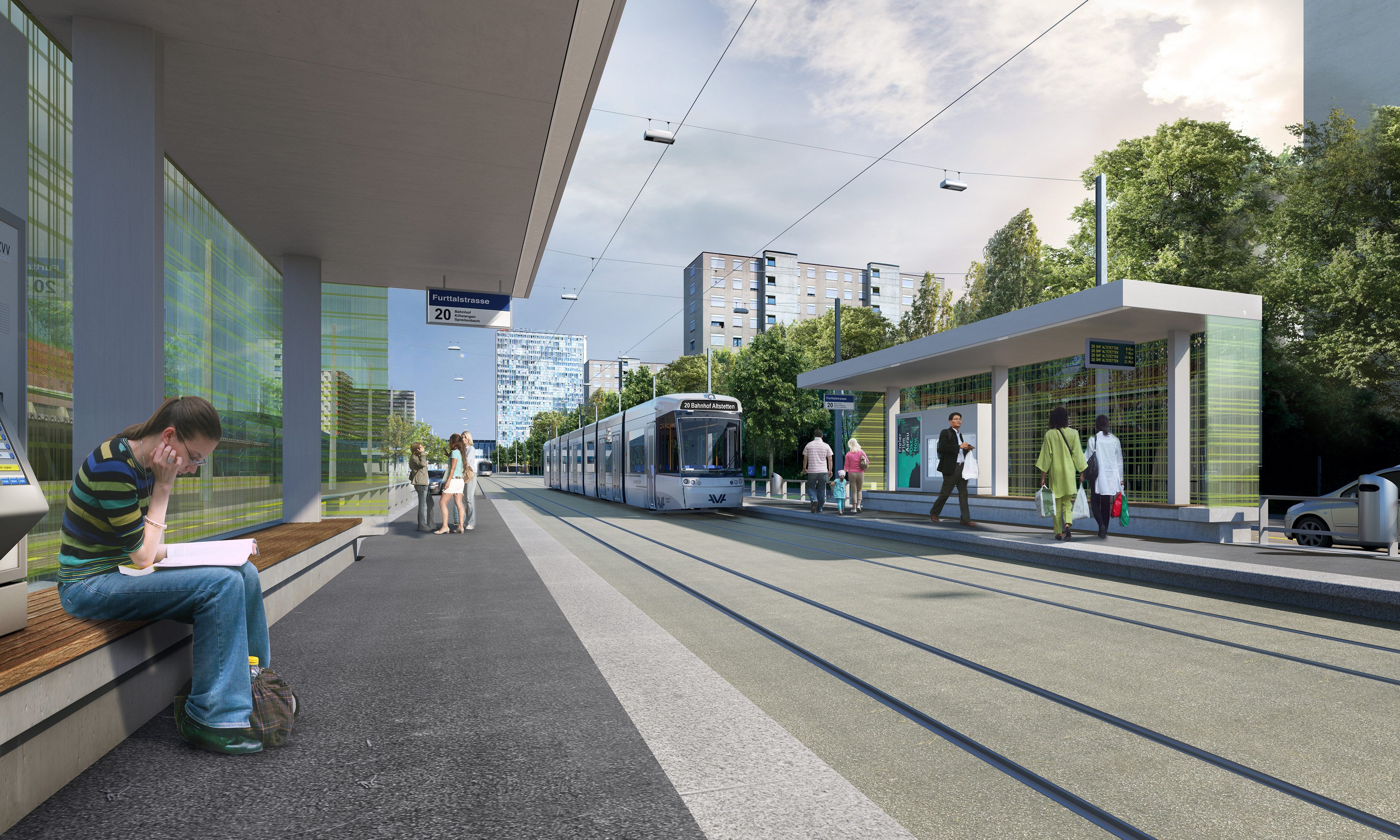
Visualisierung Limmattalbahn in Spreitenbach
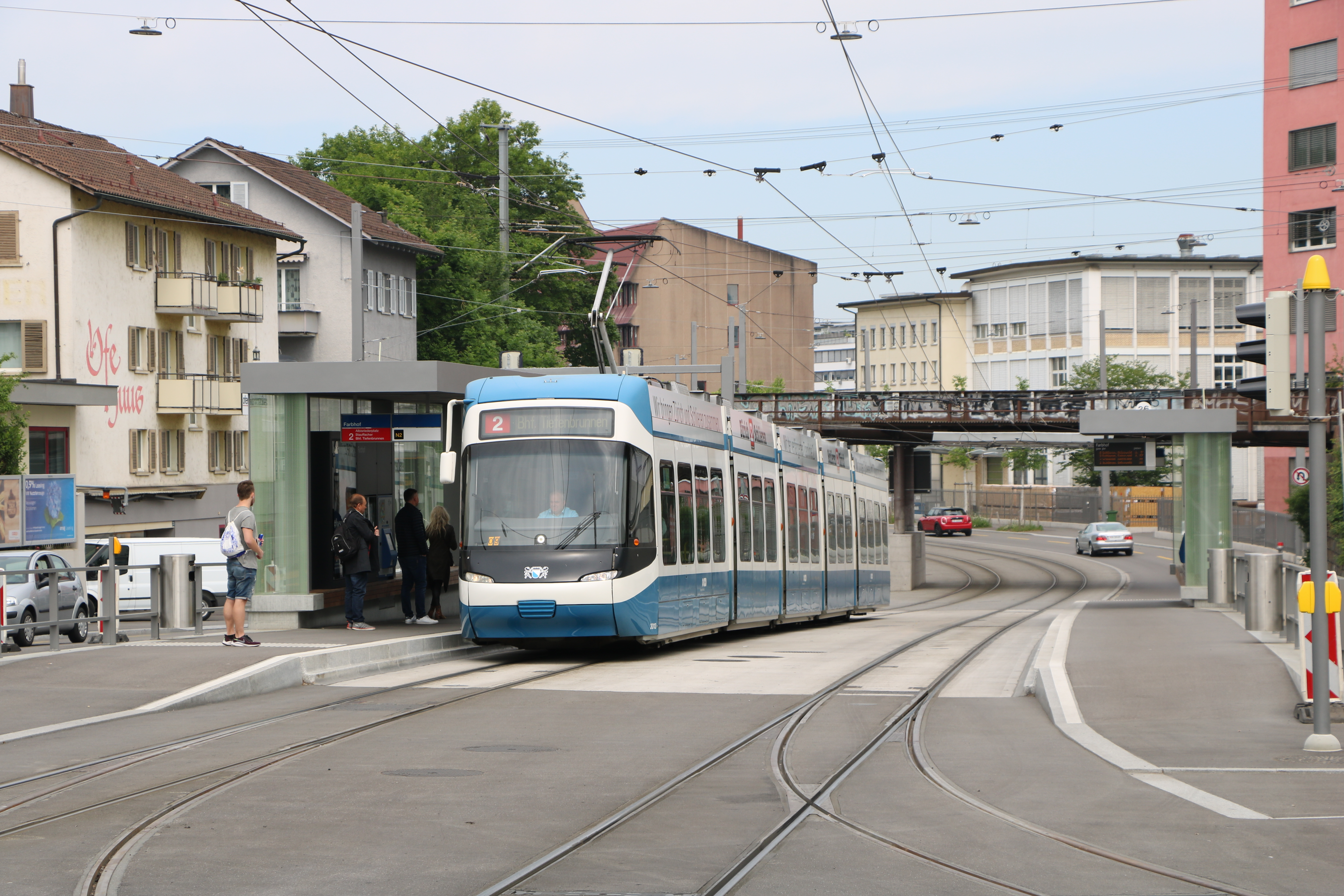
Cobra-Tram Linie 2 in der Haltestelle Farbhof (2020)
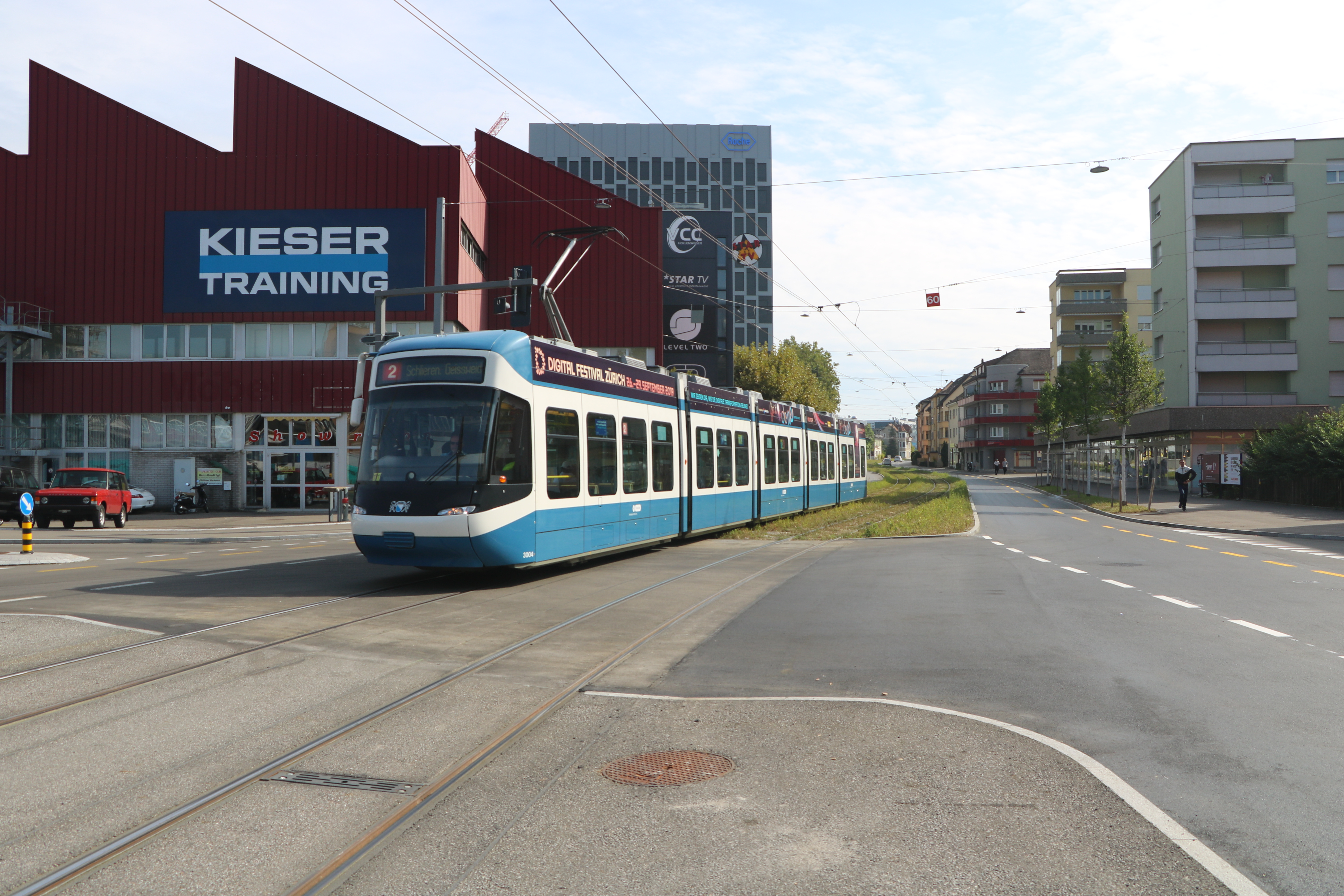
Cobra-Tram Linie 2 kurz vor der Haltestelle Wagonsfabrik (2019)
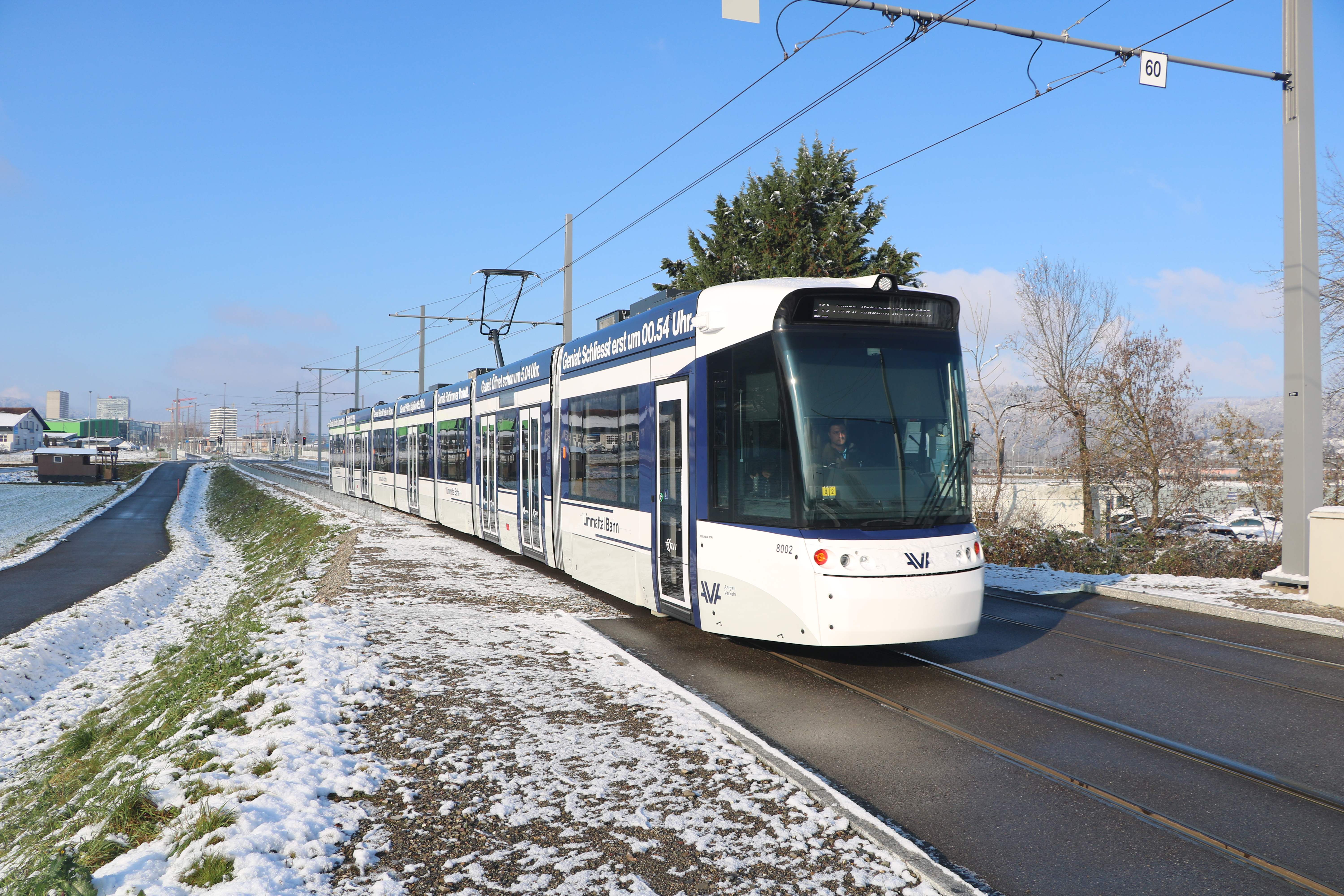
Tramlink 8002 kurz vor der künftigen Haltestelle Niderfeld
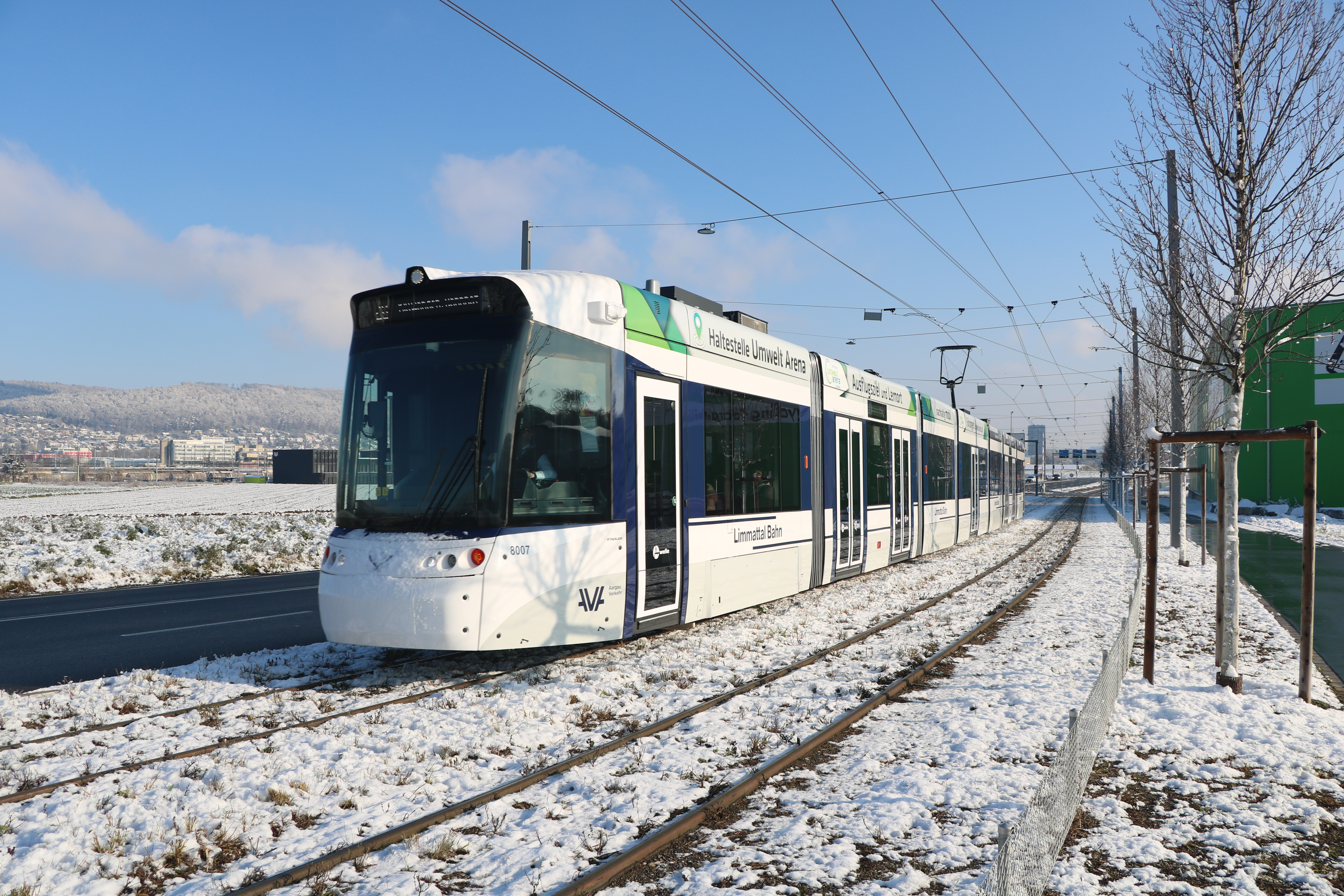
Tramlink 8007 kurz vor dem Abzweig Depot